# Alhagi Faye
Alhagi Ibrahima Faye (* 23. August 1951 in Bathurst) ist ein ehemaliger Fußballschiedsrichter aus Gambia.

## Leben
Faye war als internationaler FIFA-Schiedsrichter in den 1980er und 1990er Jahren aktiv. Später gehörte er als geschäftsführendes Mitglied der Gambia Football Federation (GFF) an.

## Turniere
Faye leitete beispielsweise als Unparteiischer folgende Spiele:
- Junioren-Fußballweltmeisterschaft 1991 (1 Spiel)
- Afrika-Cup 1992 (1 Spiel)
- U-17-Fußball-Weltmeisterschaft 1993 (2 Spiele)